# Abraham de Smolensk
San Abraham de Smolensk (1150 o 1172 - c. c. 1222) fue un monje y sacerdote ruso. Residía en el convento de Bogoroditzkaja y era considerado un hacedor de milagros. Se dedicó a una extensa predicación y estudios bíblicos y es visto como una figura notable en la Rusia pre-mongola.

## Biografía
Abraham nació en Smolensk, Rusia, a mediados del siglo XII, en el seno de una familia adinerada, un hijo varón después de doce hijas. Desde la infancia creció con el temor a Dios. A menudo iba a la iglesia y tenía la oportunidad de leer libros. Como hijo único, sus padres esperaban que se casara y continuara su ilustre linaje. Sin embargo, él buscaba una vida diferente.
Después de la muerte de sus padres, regaló toda su riqueza a los monasterios, iglesias y a los indigentes. Caminó por la ciudad en harapos, pidiendo a Dios que le mostrara el camino de la salvación. Abraham entró en el Monasterio de la Túnica de la Santísima Madre de Dios (Monasterio Bogoroditskaya, hoy llamado Monasterio de Abraham), cerca de Smolensk y aceptó la tonsura como monje. Aceptó varias obediencias en el monasterio y se ocupó fervientemente de copiar libros y de extraer de ellos riquezas espirituales.
Román Rostislávich, principe de Smolensk, estableció una escuela en la ciudad, en la que no sólo se enseñaban libros eslavos, sino también griegos y latinos. El príncipe también tenía una gran colección de libros, que el monje Abraham utilizó. Se hizo muy popular entre los laicos, ya que trabajaba para los enfermos y los problemáticos. También se convirtió en un notable erudito bíblico en la Rusia pre-mongola. Vivió austeramente y predicó sobre el Juicio Final, mientras desarrollaba el apostolado para los enfermos y pobres de la región.
Vivió como un asceta por más de 30 años en el monasterio, cuando en el año 1198 el obispo Ignacio de Smolensk lo persuadió para que aceptara la dignidad de presbítero. Desde su ordenación, el monje Abraham celebró diariamente la Divina Liturgia y cumplió la obediencia del clero no sólo para los hermanos, sino también para los laicos.
Abraham había sido caracterizado como un hombre de carácter severo y militante, que mantenía la idea del Juicio Final en la mente de sí mismo y de los demás. Aunque era muy popular entre los laicos, era menos popular entre muchos de los clérigos locales, que llegaron a verlo con enemistad y celos. Esta animosidad entre los hermanos llegó con el tiempo al obispo Ignacio y después de cinco años se vio obligado a trasladarse al Monasterio de la Exaltación de la Cruz en la ciudad de Smolensk.
En el monasterio de los pobres, el padre Abraham comenzó un programa para mejorarlo. A partir de las ofrendas de los fieles, embelleció la iglesia de la catedral con iconos, cortinas y candelabros. En dos iconos que él mismo pintó, había temas que le preocupaban sobre todo. Uno representaba el temido Juicio Final y, el otro, el sufrimiento de las pruebas de la vida. Era estricto consigo mismo y con sus hijos espirituales. Predicaba constantemente en la iglesia y a los que se acercaban a él en su celda, conversando con ricos y pobres por igual. Era todo un asceta, delgado y ya pálido por el trabajo extremo, con vestimenta sacerdotal se parecía en apariencia a la de san Basilio Magno.

## Juicio
Su impopularidad entre los notables de la ciudad y el clero permaneció, y pronto exigieron al obispo Ignacio que llevara a juicio al monje Abraham, con acusaciones de seducción de mujeres y de tentación de sus hijos espirituales. Pero aún más terribles eran las acusaciones de herejía y de lectura de libros prohibidos, por lo que sus enemigos se propusieron ahogarlo o quemarlo. En el juicio ante el príncipe y el obispo, el padre Abraham rebatió todas las falsas acusaciones. Pero a pesar de su defensa, fue suspendido como sacerdote y regresó a su antiguo monasterio de la Túnica de la Santísima Madre de Dios.
Los ciudadanos de Smolensk exigieron que el padre Abraham fuera restaurado en su cargo. Este clamor por el restablecimiento llevó a una segunda investigación del obispo Ignacio, quien en esta segunda ocasión, lo absolvió, levantó su suspensión y permitió servir y predicar de nuevo.
El obispo Ignacio construyó un nuevo monasterio, en honor de la colocación de la túnica de la Santísima Madre de Dios a la que confió su guía al padre Abraham. Fue en este monasterio donde este se retiró debido a su avanzada edad. Allí aceptó como discípulos a diecisiete hermanos.

## Muerte
Abraham de Smolensk murió alrededor del año 1221, habiendo pasado 50 años en el monacato.